# Ooencyrtus kerriae
Ooencyrtus kerriae är en stekelart som beskrevs av Hayat 2003. Ooencyrtus kerriae ingår i släktet Ooencyrtus och familjen sköldlussteklar. Inga underarter finns listade i Catalogue of Life.